# Dębice (Basse-Silésie)
Pour l’article homonyme, voir Dębice (Poméranie-Occidentale).
Dębice est une localité polonaise de la gmina de Malczyce, située dans le powiat de Środa Śląska en voïvodie de Basse-Silésie.

## Histoire
De 1816 à 1945, Dambritsch fait partie de l'arrondissement de Neumarkt dans le district de Breslau au sein de la province de Silésie.